# Аноприев, Геннадий Фёдорович
Генна́дий Фёдорович Ано́приев (род. 4 января 1947, Кант) — советский и киргизский тренер по боксу. Мастер спорта СССР , Заслуженный тренер СССР .
Подготовил ряд титулованных боксёров международного уровня, в том числе был личным тренером Орзубека Назарова, Асылбека Таласбаева , Ильи Паликпашева, Эрмека Сакенова и др.

## Биография
Родился 4 января 1947 года в городе Кант Киргизской ССР.
Заниматься боксом начал в возрасте 15 лет в городе Токмак, когда учился в местном профтехучилище. Первого серьёзного успеха как боксёр добился в 1963 году, выиграв первенство Киргизской ССР. В 1969 году за третье место на Спартакиаде профсоюзов Советского Союза был удостоен звания «Мастер спорта СССР». Оставался действующим боксёром вплоть до 1972 года, за это время неоднократно становился победителем и призёром различных турниров республиканского и всесоюзного значения.
Ещё будучи действующим боксёром, в возрасте 25 лет занялся тренерской деятельностью: первое время являлся инструктором по спорту на грузовой автобазе в Канте. Затем, по окончании Киргизского государственного института физической культуры и спорта, в 1972 году возглавил боксёрское отделение местной Детско-юношеской спортивной школы города Кант. 
За долгие годы тренерской работы Аноприев подготовил множество талантливых боксёров, добившихся больших успехов на всесоюзном и международном уровне. Один из самых известных его учеников — заслуженный мастер спорта Орзубек Назаров, многократный чемпион СССР, чемпион Европы, победитель Игр доброй воли, победитель спартакиады народов СССР, чемпион мира среди профессионалов.
Также его воспитанниками являются:
Асылбек Таласбаев, мастер спорта международного класс, победитель и призёр многих международных турниров, участник двух летних Олимпийских игр (2004 и 2008 гг.);
Илья Паликпашев, мастер спорта международного класса,  Серебряный призёр Азиатских Игр, Бронзовый призёр Чемпионата Азии, Победитель Центрально-Азиатских Игр;
Эрмек Сакенов, мастер спорта международного класса, многократный победитель чемпионатов Кыргызстана, международных турниров, бронзовый призер Чемпионата Азии. 
В общей сложности за более чем 55-летнюю тренерскую карьеру Геннадий Аноприев подготовил 18 мастеров спорта - из них 4 мастера спорта международного класса (МСМК)  и 1 заслуженный мастер спорта(ЗМС)
За выдающиеся достижения на тренерском поприще в 1991 году был удостоен почётного звания «Заслуженный тренер СССР».
В настоящее время продолжает тренерскую деятельность, работает в Детско-юношеской спортивной школе города Канта.

## Почётные звания
- 1969 - Мастер спорта СССР

- 1982 - Отличник просвещения Киргизской ССР

- 1983 - Заслуженный тренер Киргизской ССР

- 1991 - Заслуженный тренер СССР

- 2008 - Заслуженный работник физической культуры и спорта Кыргызской Республики

- 2015 - Почётный гражданин города Кант

- 2017 - Ветеран спорта Кыргызской Республики

## Воспитанники - мастера спорта
- Орзубек Назаров Мастер спорта СССР , Мастер спорта СССР международного класса , Заслуженный мастер спорта СССР

- Асылбек Таласбаев Мастер спорта Кыргызской Республики, Мастер спорта КР международного класса

- Илья Паликпашев Мастер спорта Кыргызской Республики, Мастер спорта КР международного класса

- Эрмек Сакенов Мастер спорта Кыргызской Республики, Мастер спорта КР международного класса

Мастера спорта СССР :
Кубанычбек Джаманкулов,
Артур Маттейс,
Бакас Орунбаев,
Олег Найданов,
Айбек Алымкулов,
Сергей Бобровский,
Хасан Айменов,
Ранат Абакиров 
Мастера спорта Кыргызской Республики :
Тимур Шайлезов, Дмитрий Пономарев, Давран Хабиров, Валихан Мукатаев, Илья Паликпашев, Нурдин Баякеев, Бакыт Сулейманов